# Amt Gotha

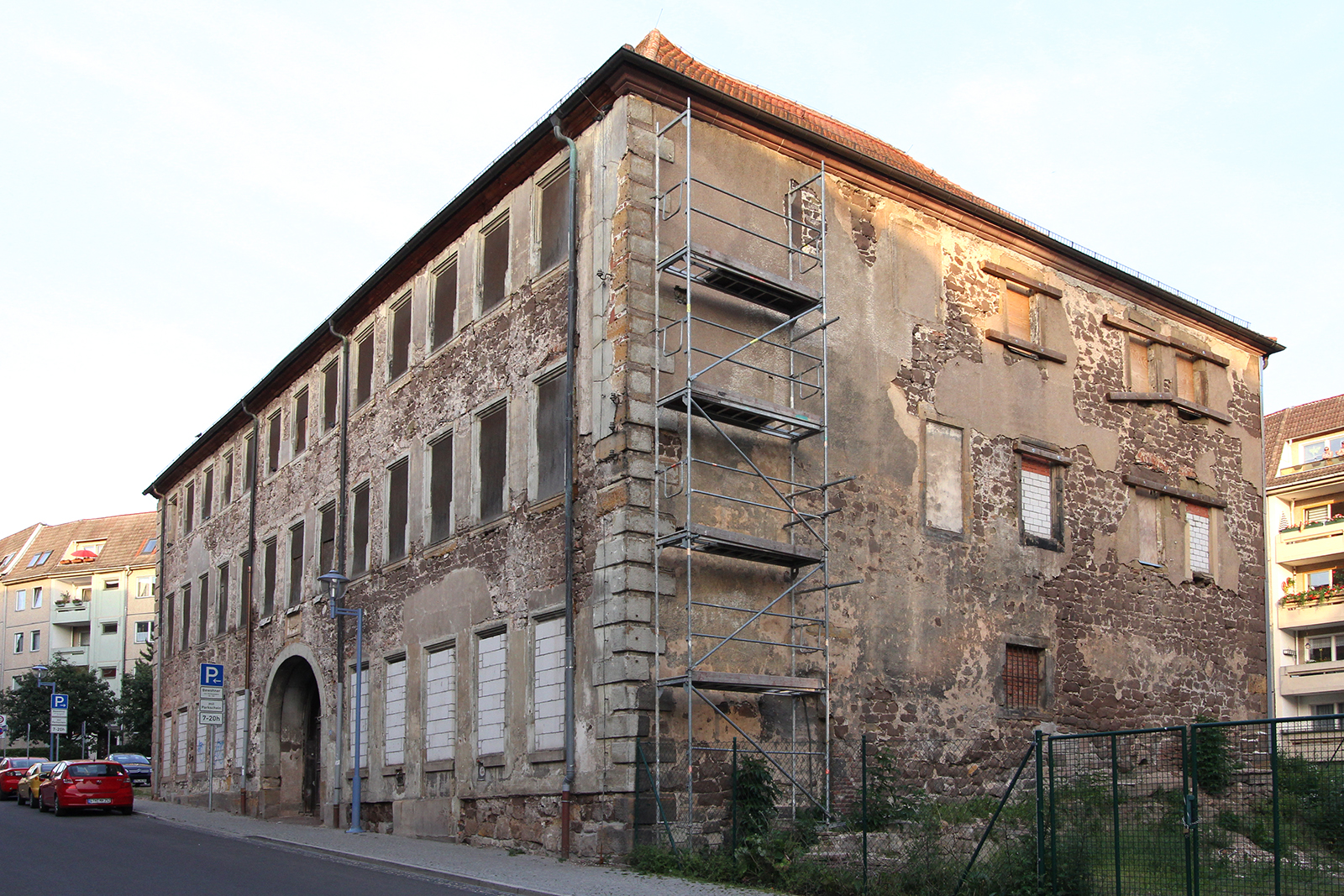
Als Verwaltungsbau diente u. a. das Amtshaus in der Gothaer Augustinerstraße

Das Amt Gotha war eine territoriale Verwaltungseinheit der Ernestinischen Herzogtümer. Ab 1640 gehörte es als dessen Stammgebiet zum Herzogtum Sachsen-Gotha, ab 1672 zum Herzogtum Sachsen-Gotha-Altenburg und seit 1826 zum Herzogtum Sachsen-Coburg und Gotha.
Bis zur Verwaltungs- und Gebietsreform des Herzogtums Sachsen-Coburg und Gotha im Jahr 1858 und der damit verbundenen Auflösung bildete es als Amt den räumlichen Bezugspunkt für die Einforderung landesherrlicher Abgaben und Frondienste, für Polizei, Rechtsprechung und Heeresfolge.

## Geographische Lage
Das Amtsgebiet lag im Thüringer Becken und reichte bis zu den Fahner Höhen im Nordosten und dem Vorland des Hainich im Nordwesten. Im Süden lag es im Westthüringer Berg- und Hügelland und reichte bis zum Boxberg und dem Kleinen Seeberg. Der höchste Berg der Stadt Gotha ist der Krahnberg (431,3 m). Der nördlich des Amts gelegene Ort Wiegleben wurde durch das Gebiet des Wangenheimschen Gerichts vom Amtsgebiet getrennt. Im ehemaligen Amtsterritorium lag die Wasserscheide von Elbe und Weser. Gewässer im Amt waren der Flutgraben in Gotha, die Nesse, die Apfelstädt, der Rettbach und die Hörsel. Die Rot und die Tonna entspringen im Gebiet.
Das ehemalige Amtsgebiet liegt heute im westlichen Zentrum des Freistaats Thüringen und gehört zum Landkreis Gotha, nur Wiegleben gehört zum Unstrut-Hainich-Kreis.

## Angrenzende Verwaltungseinheiten
Seit der Gründung des Herzogtums Sachsen-Gotha-Altenburg im Jahr 1672 bzw. der Landesteilung 1680 grenzte das Amt Gotha an folgende Gebiete:
- Norden: Herrschaft Tonna, Niederpflege (Grafen von Gleichen und Tonna, 1677 als Amt zum Herzogtum Sachsen-Gotha)
- Nordosten: Herrschaft Fahner (Herzogtum Sachsen-Gotha) und Amt Tonna, Oberpflege (Grafen von Gleichen und Tonna, 1677 zum Herzogtum Sachsen-Gotha)
- Osten: Erfurter Staat (Erzstift Mainz, 1802 zu Preußen, 1806–1814 französisches Fürstentum Erfurt, 1815 zum preußischen Landkreis Erfurt) und Pferdingsleben (zur Grafschaft Obergleichen, Herzogtum Sachsen-Gotha)
- Südosten: Amt Wachsenburg mit Ichtershausen und Exklave Cobstädt des Amts Reinhardsbrunn  (beide zum Herzogtum Sachsen-Gotha)
- Süden: Seebergen (Exklave des Fürstentums Schwarzburg-Rudolstadt, ab 1823 zu Sachsen-Gotha), Grafschaft Obergleichen (Herzogtum Sachsen-Gotha)
- Südwesten: Amt Tenneberg (Herzogtum Sachsen-Gotha)
- Westen: Hopffgartensches Gericht (Herzogtum Sachsen-Gotha)
- Nordwesten: Wangenheimsches Gericht (Herzogtum Sachsen-Gotha)

Die Exklave Wiegleben grenzte im Norden an das kursächsische Amt Langensalza (1815 zum preußischen Landkreis Langensalza), im Osten an die Unterpflege des Amts Tonna (ab 1677 zu Sachsen-Gotha) und im Westen und Süden an das Wangenheimsche Gericht (Sachsen-Gotha).

## Geschichte

### Landgrafen von Thüringen und Ernestinisches Kurfürstentum Sachsen
Der Ort Gotha etablierte sich durch seine günstige Lage an der Kreuzung der Via Regia bzw. Hohen Straße (West-Ost-Richtung) und einer Straße von Mühlhausen über den Thüringer Wald (Nord-Süd-Richtung) bereits in der Zeit der Herrschaft der ludowingischen Landgrafen von Thüringen zu einem zentralen Marktort. Im 12. Jahrhundert erhielt er unter Landgraf Ludwig II. das Eisenacher Stadtrecht.
Zum Schutz der Via Regia wurde die 1215 erstmals erwähnte Burg Grimmenstein gebaut. Nach dem Aussterben der Ludowinger wurden im Verlauf des Thüringer Erbfolgekrieges (1247–1264) die Wettiner neue Landgrafen von Thüringen. Im 13. und 14. Jahrhundert war die Burg Grimmenstein Sitz der Thüringer Landgrafen Albrecht II. und Balthasar.
Die um Gotha gelegenen Orte waren schon im 14. Jh. eine eigene Pflege, die zunächst durch Vögte, später durch Amtleute verwaltet wurde. Die Pflege entstand allmählich aus einzelnen adligen Herrschaftsorten, welche der Hoheit der Thüringer Landgrafen unterworfen waren. 1421 gehörten folgende neun Orte zum Amt Gotha: Bufleben, Eberstädt, Grabsleben, Molschleben, Remstädt, Siebleben, Tüttleben, Warza und das später eingegangene Dorf Alschleben. Den Orten Friemar, Ballstädt, Hausen und der sächsischen Hälfte von Eschenbergen bestätigten die wettinischen Landesherren in den Jahren 1589 und 1656 eine eigene Gerichtsbarkeit, weshalb die Orte „Kanzleidörfer“ genannt wurden. Die anderen Amtsorte nannte man „Pflegedörfer“, welche nochmals in „Nessedörfer“ und „Bergedörfer“ unterteilt waren.
Nach der Leipziger Teilung der wettinischen Besitzungen im Jahr 1485 kam das Amt Gotha als Teil der Landgrafschaft Thüringen zum Kurfürstentum Sachsen der Ernestiner. 1526 schlossen der ernestinisch-sächsische Kurfürst Johann der Beständige und der hessische Landgraf Philipp I. auf Burg Grimmenstein den Ursprungsvertrag zum Torgauer Bund. Dieses war die erste protestantische Vereinigung. Mit der Bildung des Schmalkaldischen Bundes wurde die Burg zur Hauptfestung der Protestanten in Mitteldeutschland, wodurch sie eine erhebliche Erweiterung erfuhr.

### Ernestinische Herzogtümer
Mit dem Sieg der kaiserlichen Truppen in der Schlacht bei Mühlberg im Jahr 1547 wurde der Schmalkaldische Krieg  entschieden und der ernestinische Kurfürst Johann Friedrich I., über den bereits 1546 die Reichsacht verhängt wurde, gefangen genommen. Infolge der daraufhin unterzeichneten Wittenberger Kapitulation wurde auf kaiserlichen Befehl die Festung Grimmenstein entwehrt und einige Teile der Befestigungsanlagen abgetragen. Weiterhin verloren die Ernestiner durch die Kapitulation ihre Kurwürde, wodurch ihre Besitzungen im Herzogtum Sachsen vereinigt wurden. Die Regentschaft der ernestinischen Besitzungen übernahm Herzog Johann Friedrich II. (der Mittlere), der Sohn des letzten ernestinischen Kurfürsten, zunächst gemeinsam mit seinem Bruder Johann Wilhelm, nach dem Tod seines Vaters im Jahr 1554 im Einvernehmen seiner Geschwister allein. Er bezog seine Residenz in Gotha auf dem Grimmenstein, welcher seit 1552 mit kaiserlicher Erlaubnis neu befestigt und ausgebaut wurde. 1565 einigten sich die beiden älteren der drei herzoglichen Brüder auf eine Landesteilung. Johann Friedrich II. erhielt dabei Gotha, Coburg und Eisenach, Johann Wilhelm Weimar.
Herzog Johann Friedrich II. war bestrebt, die Kurwürde für die Ernestiner zurückzugewinnen. Indem er sich aus diesem Grund mit dem geächteten Ritter Wilhelm von Grumbach gegen den Kaiser verbündete, wurde er in die Grumbachschen Händel verwickelt. Deshalb wurde über ihn ebenfalls die Reichsacht verhängt und die Stadt Gotha in den Jahren 1566 und 1567 durch Truppen des Kurfürsten August von Sachsen belagert und zerstört, die Festung Grimmenstein wurde geschleift.  Johann Friedrich II. kam in kaiserliche Gefangenschaft. Die Ländereien Johann Friedrich des Mittleren wurden zunächst seinem Bruder Johann Wilhelm zur Verwaltung übergeben. 1572 wurden die beiden Söhne Johann Friedrichs II., Johann Casimir (1564–1633) und Johann Ernst (1566–1638) wieder in die Besitzungen ihres Vaters eingesetzt; Johann Wilhelm musste sein Land jedoch nach der Erfurter Teilung mit seinen beiden Neffen teilen. Das Amt Gotha kam bei dieser Teilung zum Herzogtum Sachsen-Coburg-Eisenach und bei dessen Teilung im Jahr 1596 zum Herzogtum Sachsen-Coburg.
Nach dem Tod von Johann Casimir von Sachsen-Coburg im Jahr 1633 fiel das Amt Gotha mit dem Herzogtum Sachsen-Coburg an Sachsen-Eisenach zurück, welches nun wieder Sachsen-Coburg-Eisenach hieß. Bereits 1638 kam das Amt Gotha durch Aussterben der Linie Sachsen-Coburg-Eisenach an das Herzogtum Sachsen-Weimar und wurde bei der Ernestinischen Teilung im Jahr 1640 dem neu gegründeten Herzogtum Sachsen-Gotha zugeteilt. Dadurch wurde die Stadt Gotha zur Hauptstadt erhoben. Da sich in der Stadt keine geeignete Residenz befand, begann Herzog Ernst I. von Sachsen-Gotha („Ernst der Fromme“) früh mit den Planungen für einen Schlossneubau. Zwischen 1643 und 1654 wurde auf den Ruinen der Burg Grimmenstein das Schloss Friedenstein erbaut und bis 1672 befestigt. Es diente bis 1675 als fürstliche Residenz für Herzog Ernst I. und von 1640 bis 1894 als Verwaltungssitz des Herzogtums Sachsen-Gotha.
Nach Aussterben der Linie Sachsen-Altenburg wurde im Jahr 1672 das Herzogtum Sachsen-Gotha zum Herzogtum Sachsen-Gotha-Altenburg erweitert, aber bereits 1680 durch den „Gothaer Hauptrezess“ in sieben Herzogtümer geteilt. Das Amt Gotha blieb als Kerngebiet bei dem stark verkleinerten Herzogtum Sachsen-Gotha-Altenburg. Im Jahr 1677 kaufte Herzog Friedrich I. den Herren von Erffa die Orte Erffa, Metebach und das Gut Frankenroda ab. Friedrich I. veranlasste den Bau eines repräsentativen Landschlosses am Standort der verfallenen Wasserburg Erffa. Der Name des neuen Schlosses Friedrichswerth übertrug sich zu Ehren des Herzogs im Jahr 1685 auch auf den Ort Erffa. Das ehemalige Gut der Herren von Erffa in Friedrichswerth wurde nun Kammergut, welches zusammen mit Metebach und Frankenroda durch einen besonderen Beamten verwaltet wurde. Die drei Orte wurden als „Verwaltungsbezirk Friedrichswerth“ zusammengefasst, welcher unter Herzog Friedrich III.  (* 1699, † 1772) als gesonderter Bezirk dem Amt Gotha angegliedert wurde. Die große Flur Frankenroda wurde zur Viehtrift genutzt. 1798 entstand in der Flur des Kammergutes Frankenroda auf Kosten der herzoglichen Kammer ein neues Dorf. Diese neue Armenkolonie bekam den Namen „Neu-Frankenroda“, sie sollte das Wohl des Landes und der Untertanen fördern. Die Gerichtsbarkeit des neuen Dorfes wurde dem Verwaltungsbezirk Friedrichswerth im Amt Gotha übertragen. Bis 1818 wurde Neufrankenroda mit beträchtlichen finanziellen Mitteln unterstützt, und erhebliche Maßnahmen erfolgten, um den Nahrungsbestand zu erhalten und zu sichern. Dennoch geriet Neufrankenroda so in Zerfall, dass es 1818 ganz aufgehoben werden musste.
Nach dem Aussterben der Linie Sachsen-Gotha-Altenburg kam es mit dem Teilungsvertrag zu Hildburghausen vom 12. November 1826 zur umfassenden Neugliederung der Ernestinischen Herzogtümer. Dabei kam das Amt Gotha als Teil von Sachsen-Gotha zum Herzogtum Sachsen-Coburg und Gotha, dessen beide Landesteile fortan in Personalunion regiert wurden.
Bei der im Jahr 1830 erfolgten Verwaltungsreform wurde das Amt Gotha als „Justizamt Gotha“ weitergeführt, zu dem zwölf Amtsorte gehörten. Zusätzlich erhielt es sechs Orte des Amts Tenneberg, die Exklave Cobstädt des Amts Reinhardsbrunn, Günthersleben aus der Grafschaft Untergleichen sowie den bis 1825 als Exklave zu Schwarzburg-Rudolstadt gehörigen Ort Seebergen (Amt Seebergen). Die nördlichen Amtsorte Ballstädt, Eschenbergen (Amtsanteil) und Wiegleben kamen hingegen an das Justizamt Tonna. Nachdem im Jahr 1839 die Patrimonialgerichtsbarkeit des Wangenheimschen Gerichts an das Herzogtum gefallen war, wurde ein Teil der Wangenheimschen Orte mit den Gothaischen Amtsorten Brüheim, Eberstädt und den drei Orten des Verwaltungsbezirks Friedrichswerth zum „Gerichtsamt Wangenheim in Friedrichswerth“ zusammengeschlossen. Im Justizamt Gotha wurden die Aufgaben der Kriminalgerichtsbarkeit im Jahr 1838 an das neu eingerichtete „Kriminalamt Gotha“ übertragen, sie kamen aber 1858 wieder an das Justizamt zurück. Für die Stadt Gotha wurde 1849 ein besonderer Stadtgerichtsbezirk gebildet.
Das Herzogtum Sachsen-Coburg und Gotha wurde 1858 in selbständige Städte und Landratsämter gegliedert. Dabei wurden die Justizämter Gotha und Tonna in Verwaltungsaufgaben dem Landratsamt Gotha unterstellt, die Stadt Gotha bekam eine selbstständige Verwaltung. Das Gerichtsamt Wangenheim zu Friedrichswerth wurde bezüglich der Verwaltung dem Landratsamt Waltershausen unterstellt, für Justizsachen war weiterhin die in „Justizamt Wangenheim in Friedrichswerth“ umbenannte Behörde zuständig. Im Jahr 1879 wurden die Gothaischen Justizämter in Amtsgerichte umgewandelt. Dabei übernahm das Amtsgericht Gotha die Justizaufgaben des Justizamts und des Stadtgerichts Gotha. Das Amtsgericht Tonna und das Amtsgericht Wangenheim in Friedrichswerth übernahmen die Justizaufgaben ihrer gleichnamigen Vorgänger.

## Zugehörige Orte
Das Amt Gotha bestand aus einer Stadt und 19 Dörfern, welche sich in Kanzlei- und Pflegedörfer unterteilten. Die Pflegedörfer unterteilten sich wiederum in Berge- und Nessedörfer.
Stadt
- Gotha

Kanzleidörfer
- Ballstädt
- Eschenbergen (sächsischer Anteil)
- Friemar
- Hausen

Pflegedörfer (Bergedörfer)
- Gamstädt
- Grabsleben
- Großrettbach
- Molschleben
- Siebleben
- Tüttleben

Pflegedörfer (Nessedörfer)
- Brüheim
- Bufleben
- Eberstädt
- Goldbach
- Remstädt
- Warza
- Wiegleben (Exklave)

Höfe
- Gleichenhof (Zollstelle an der Brabanter Straße bei Grabsleben)

Orte des Verwaltungsbezirks Friedrichswerth
- Friedrichswerth (hieß bis 1685 Erffa)
- Metebach
- Neufrankenroda (1798 neu gegründet)

Schlösser und Burgen
- Burg Grimmenstein (1567 geschleift), an deren Stelle ab 1643 Schloss Friedenstein erbaut
- Wasserburg Erffa, an deren Stelle 1677 Schloss Friedrichswerth erbaut
- Schloss Mönchhof in Siebleben

Wüstungen
- Alschleben
- Kindleben
- Matern und Groß- und Kleinwächs (bei Grabsleben)